# Zacharias Wagener
Zacharias Wagener, também conhecido como Wagenaer, Wagenaar e Wagner (10 de maio de 1614 - 12 de outubro de 1668) foi um escrivão, ilustrador, comerciante, membro do Tribunal de Justiça, chefe supremo (opperhoofd) de Deshima e o único governador alemão da Colônia Holandesa do Cabo. Em 35 anos viajou por quatro continentes.   

## Biografia
Zacarias era filho de um juiz e pintor saxão. Em 1633 viajou de Dresden, via Hamburgo, para Amsterdã. Lá ele trabalhou para Willem Blaeu. Menos de um ano depois, se alistou como soldado nas forças armadas da Companhia Holandesa das Índias Ocidentais para servir na "Nova Holanda" (colônia holandesa no Brasil) em 1634. Três anos depois, foi contratado como escritor pelo recém-chegado governador da colônia, o conde João Maurício, príncipe de Nassau-Siegen. No Recife manteve uma espécie de diário com 109 desenhos aquarelados de peixes curiosos, pássaros estranhos, animais úteis e nocivos, frutas saborosas e nojentas, vermes venenosos e grandes, pardos ou negros, publicados como "Thier-Buch". Em 1º de abril de 1641 deixou o Brasil holandês, chegando em Texel em 17 de junho. Viajou de volta para Dresden, chegando em 12 de outubro.:553:497 Após quatro meses, deixou Dresden para retornar à Holanda, chegando em Amsterdã em 29 de março de 1642,:497 onde assumiu um cargo na Companhia Holandesa das Índias Orientais (em neerlandês:  Vereenigde Oostindische Compagnie, comumente abreviado com VOC).

### Índias Orientais Holandesas
Em 29 de setembro de 1642, ele partiu para as Índias como oficial aprendiz (em neerlandês:  adelborst)  No ano seguinte, ele se tornou assistente dos governadores Antonie van Diemen e Cornelis van der Lijn; em 1646 se tornou sub-comerciante e em 1651 comerciante. Por três vezes foi membro do Tribunal de Justiça da Batávia. Em 1653, participou em uma missão ao Cantão para reabrir as relações comerciais, que se revelaram infrutíferas, devido a uma guerra civil após a queda da Dinastia Ming.

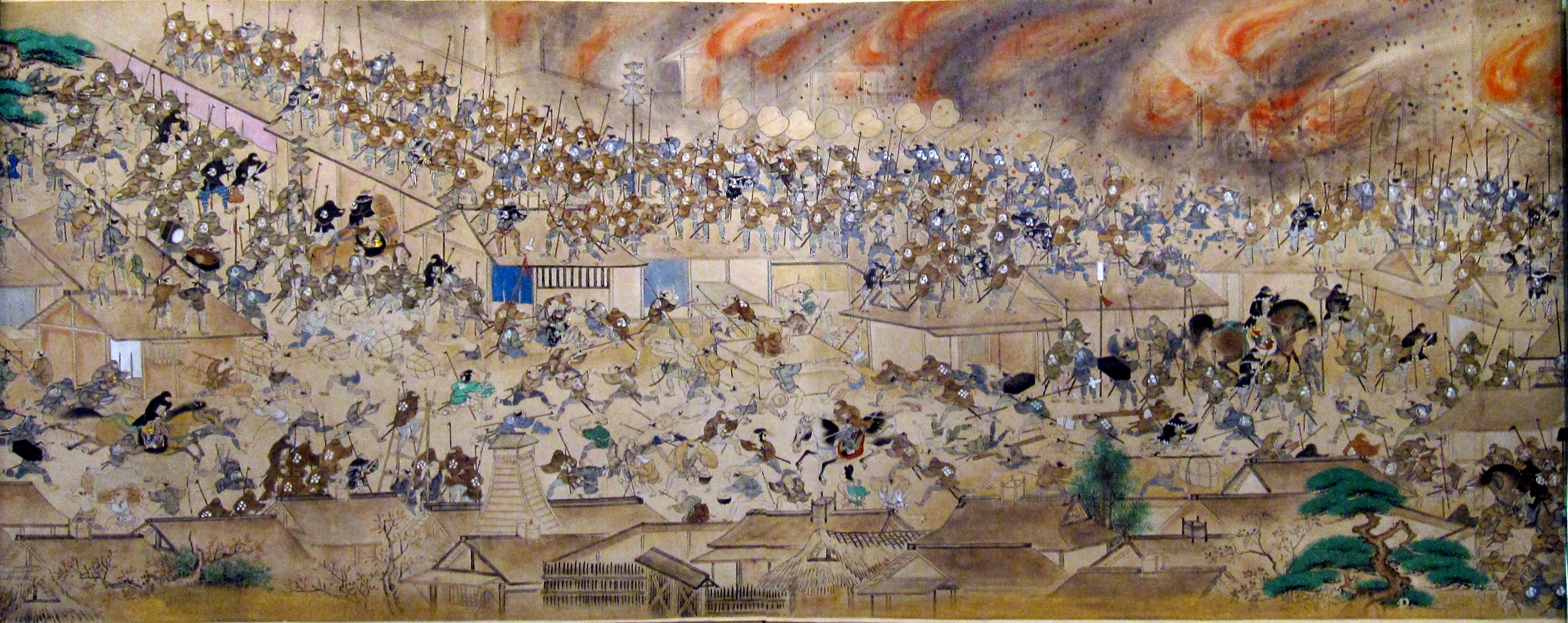
O Grande Incêndio de Meireki que durou três dias e pode ter causado 100 000 mortes. Os esforços de reconstrução levaram dois anos, pois o xogunato aproveitou a oportunidade para reorganizar a cidade de acordo com várias considerações práticas.

Em 1657, ele ascendeu ao posto de opperhoofd (alto funcionário) da VOC na pequena ilha da baía de Nagasaki, na ilha japonesa de Kyushu, Dejima . Ele viajou para a capital Edo em uma missão tributária e escapou de uma cidade em chamas, que começou em 2 de março de 1657 (há um desenho de sua mão no Museu Edo-Tokyo). Em 1659, como um dos primeiros "opperhoofden", encomendou um serviço de jantar, composto por 200 peças.:164 Wagener fez o desenho desta porcelana japonesa, de acordo com o gosto europeu, branco e azul, com muitas flores.:126–127
Em 1660, Wagner esteve envolvido nas negociações de paz com o sultão de Makassar. O porto tinha cerca de 2 000 comerciantes portugueses e durante anos ameaçou o comércio de especiarias holandês nas Molucas. No ano seguinte foi chefe das Obras Públicas da Batávia.

## Trabalhos
- Wagenern, Zacharias (c. 1641). Thier Buch (em alemão). [S.l.: s.n.]  – via Kupferstich-Kabinett

## Galeria

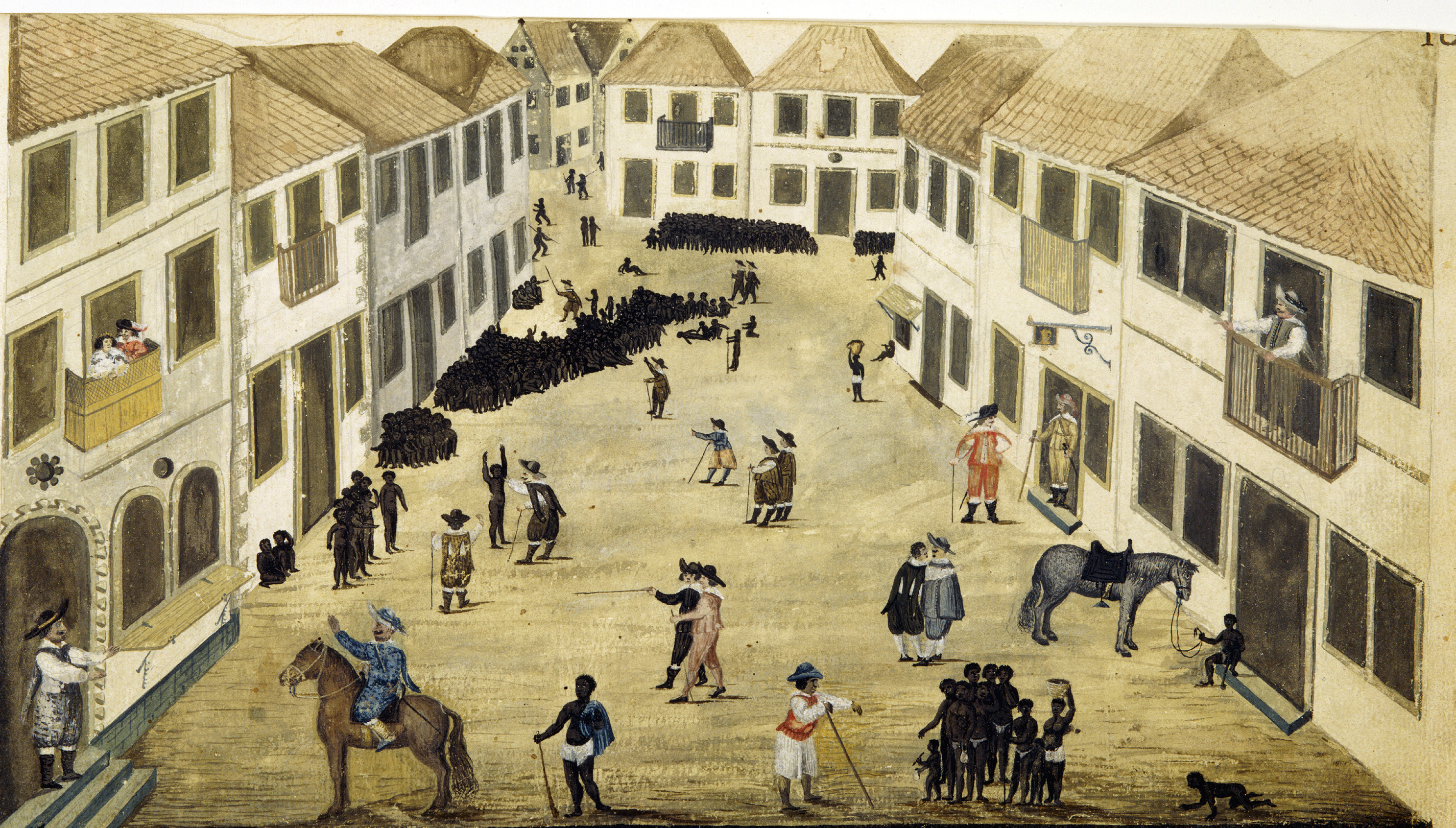
Mercado de escravos no Recife
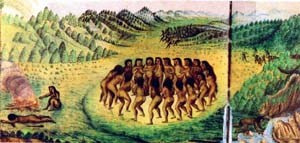
Dança dos Tarairiús
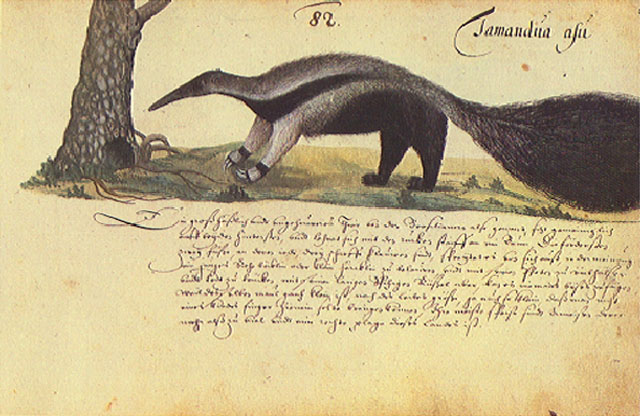
Tamanduá-açu
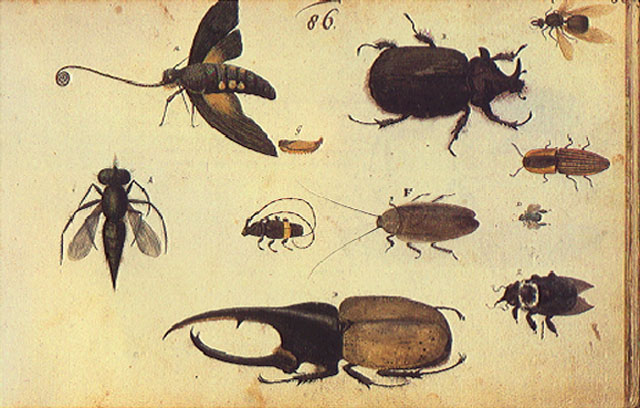
Insetos, Kupferstichkabinett Dresden
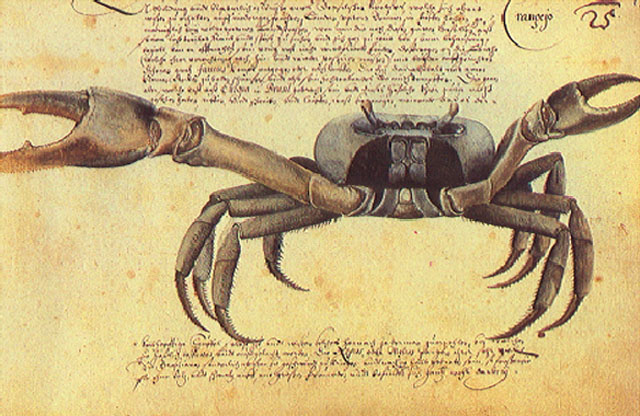
Caranguejo
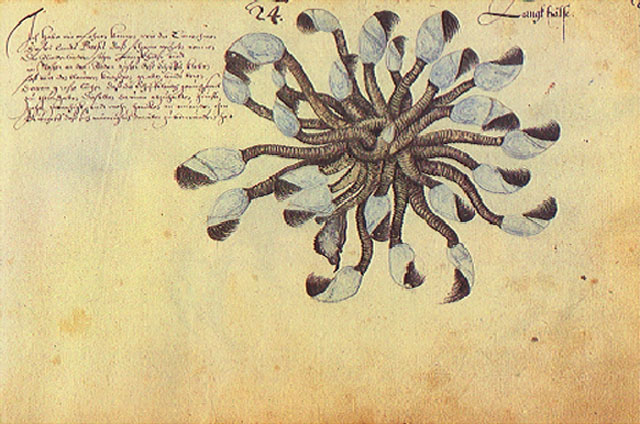
Cracas
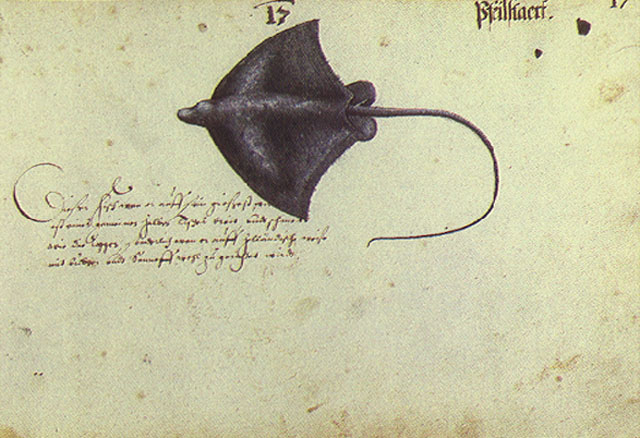
Narinari
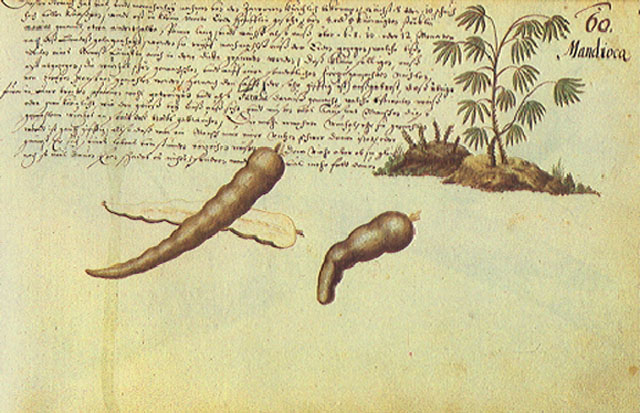
Raízes e planta da mandioca
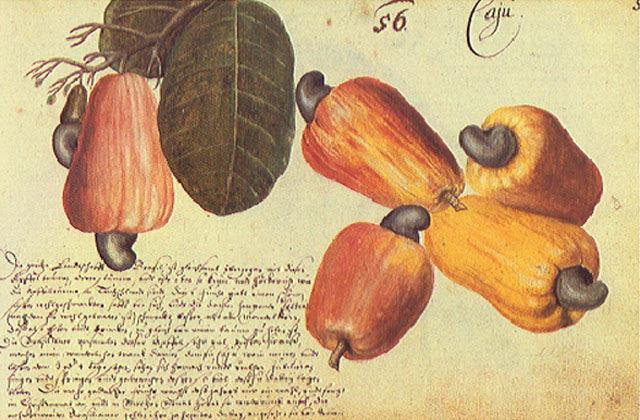
Cajus